# Porxos de la plaça de l'Església (Ulldecona)
Porxos de la plaça de l'Església és una obra d'Ulldecona (Montsià) protegida com a bé cultural d'interès local.

## Descripció
Sector situat a la banda est de la plaça de l'església, enfront de la parròquia gòtica. Es tracta d'una galeria porxada, a sobre de la qual hi ha aixecats habitatges oberts a la plaça i al carrer Sant Antoni mitjançant set arcs i un arc respectivament; estan força modificats en alguns trams. El sector més antic és el sud, amb un primer arc de radi més gran i tres més petits, tots amb dovelles i estreps de pedra. La galeria en aquesta zona està coberta amb cabirons de fusta, ben conservats però d'aparença més antiga que la resta. El dos arcs que segueixen als indicats foren modificats en construir la casa modernista de sobre, prenent forma d'arcs tudor i substituint l'estrep central per una columna. Finalment, en l'angle, l'arc escarser és també recent i en consonància amb l'edifici de sobre.

## Història
Junt amb l'església parroquial de Sant Lluc, que fou bastida entre els segles xiv i xv, són l'únic vestigi que resta del conjunt medieval de la plaça, després de l'enderroc, a les darreries del segle xix, de l'antiga casa de la Vila i d'una torre octogonal contigua.